# Paul-Heinz Guntermann
Paul-Heinz Guntermann (* 14. Dezember 1930 in Fredeburg; † 3. Mai 2006 in Köln) war ein deutscher Priester. Er war Referent im Katholischen Auslandssekretariat der Deutschen Bischofskonferenz und von 1981 bis 1993 dessen Leiter.

## Leben
Guntermann wurde im Sauerland geboren, wo er aufwuchs und auch zur Schule ging. Nach dem Abitur trat er 1951 in den Dominikanerorden ein. Nach dem Noviziat in Warburg studierte er Philosophie und Theologie an der Philosophisch-Theologischen Hochschule der Dominikaner in Walberberg.
Seine Profess legte er am 14. Mai 1952 ab, zum Priester wurde er am 25. Juli 1957 in Köln durch Josef Kardinal Frings geweiht.
Die erste seelsorgliche Tätigkeit übte Guntermann 1957 bis 1958 als Kaplan in Meckinghoven aus. Von 1959 an arbeitet er zusammen mit Pater Johannes Leppich SJ bei der „action 365“. Diese Tätigkeit führte ihn ins Ausland, besonders zu Vortragstätigkeiten in den Vereinigten Staaten von Amerika.
1973 wurde er Referent im Auslandssekretariat der Deutschen Bischofskonferenz. 1981 beauftragte ihn Kardinal Döpfner mit der Leitung des Auslandssekretariates, eine Tätigkeit, die er bis 1993 ausübte. In dieser Funktion besuchte er weltweit alle deutschen Auslandsgemeinden. Nach dem Zusammenbruch des Kommunismus in Osteuropa konnte er dort viele neue Auslandsgemeinden gründen. 1977 wurde er zum Konsultor der „Päpstliche Kommission Menschen unterwegs“ in Rom berufen.
1994 übernahm er die Pfarrstellen von Döbriach und Kaning in Kärnten, 1995 wurde er zusätzlich Stiftspfarrer von Millstatt. 1998 ernannte ihn Bischof Kapellari zum Bischöflichen Konsistorialrat im Bistum Gurk/Klagenfurt. 2004 kam er nach Köln in den Konvent Hl. Kreuz zurück, dem er seit 1959 angehörte.
Seine große Verbundenheit mit der Stadt Köln drückte sich in seinem Engagement bei der Kölner Karnevalsgesellschaft Blaue Funken aus. Hier wurde er 1977 Feldkaplan, zuletzt Ehrenfeldkaplan. 
Guntermann verstarb am 3. Mai 2006 in Köln.

## Auszeichnungen
- Großes Bundesverdienstkreuz (1978)
- Goldener Dieselring (1983) für Verdienste im Bereich der Verkehrssicherheit.
- Europäischer Weinritter

| Personendaten    | Personendaten                      |
| ---------------- | ---------------------------------- |
| NAME             | Guntermann, Paul-Heinz             |
| KURZBESCHREIBUNG | deutscher katholischer Geistlicher |
| GEBURTSDATUM     | 14. Dezember 1930                  |
| GEBURTSORT       | Fredeburg                          |
| STERBEDATUM      | 3. Mai 2006                        |
| STERBEORT        | Köln                               |